# Günther Oettinger
Günther Hermann Oettinger (Estugarda, 15 de outubro de 1953) é um político alemão, filiado à União Democrata-Cristã (CDU). De 2005 a 2010 foi Ministro-Presidente de Baden-Württemberg. De 2010 a 2014 foi Comissário Europeu da energia na Comissão Barroso.

## Biografia
Depois de seu vestibular em Korntal, Oettinger estudou direito e economia política em Tubinga. Em seguida trabalhou no gabinete dum consultor fiscal e em 1984 começou a carreira de advogado.
Em 1994 casou com Inken Stange, com a qual tem um filho. No fim de 2007 o casal separou-se.

## Carreira política
Oettinger começou a carreira política em 1977, quando fundou uma federação local dos jovens democratas-cristãos (Junge Union) em Ditzingen. Na sua juventude política aderiu ao chamado Pacto Andino (alemão Andenpankt), uma associação que formou-se entre membros da Junge Union em ocasião duma viagem na América do Sul. Trata-se duma associação muito influente e sucedida, cujos membros hão chegado aos maiores cargos políticos: Roland Koch, Christian Wulff, Peter Müller são os atuais Ministros-Presidentes respectivamente de Hessen, Baixa-Saxônia e Sarre, enquanto que Franz Josef Jung é o atual ministro da defesa alemão.
Desde 1984 é membro do parlamento de Baden-Württemberg, sendo o presidente da fração da CDU entre 1991 e 2005.
Em 21 de abril de 2005 foi eleito Ministro-Presidente com os votos e CDU e FDP (Partido Democrata Livre), sucedendo a Erwin Teufel.
Nas eleições de 26 de março de 2006 falhou em conseguir a maioria absoluta por um lugar, continuando a coligação com os democratas livres.